# Élancement

## Bateau

Les élancements sont visibles entre la flottaison et les extrémités, sur la vue de profil.

Sur un bateau, les élancements correspondent aux parties des œuvres mortes qui dépassent des limites de la flottaison ; on distingue les élancements avant et arrière. Si le tableau arrière est immergé, il n'y a aucun élancement et l'arrière est dit « tronqué ».
Les élancement d'un voilier participent à son côté esthétique ; cependant, sur les voiliers de course récents, l'étrave tend à être simplement verticale à la fois pour des raisons de jauge, de facilité de construction et de comportement dans les vagues. Le tableau arrière est souvent inversé sur les voiliers de croisière afin d'y aménager une descente ou d'y loger la survie.

## Foresterie
En foresterie, l'élancement (ou facteur d'élancement) est le rapport hauteur sur diamètre (H/D).

## Pont
L'élancement d'un tablier de pont est le rapport entre l'épaisseur du tablier et la portée de la travée considérée.

## Mécanique des Fluides
Rapport entre la longueur et le diamètre d’un corps de révolution ; notion essentielle dans la théorie des corps élancés qui permet les calculs de stabilité des fusées et dirigeables.